# سيلك للطيران
سيلك للطيران (سنغافورة) الخاصة المحدودة هي خطوط طيران يقع مقرها الرئيسي في مقر الخطوط الجوية في سنغافورة. كانت سابقاً تشغل الطابق الخامس من سيا سوبر هوب في سنغافورة. وهي شركة فرعية مملوكة بالكامل من قبل الخطوط الجوية السنغافورية، حيث تسيّر رحلات لنقل مساقرين وفق جداول زمنية محددة من سنغافورة إلى 44 مدينة في جنوب شرق آسيا، وشبه القارة الهندية، الصين وأستراليا. وباعتبارها الجناح المحلي للخطوط الجوية السنغافورية فهي تسيّر رحلات إلى وجهات قصيرة المدى في شبكة مجموعة الخطوط الجوية السنغافورية. ومن تاريخ آذار/ مارس عام 2013 إلى آذار/ مارس عام 2014 نقلت سيلك للطيران 3411000 مسافراً، وحققت أرباحاً تشغيلية بلغت 34.5 مليون دولار.

## لمحة تاريخية

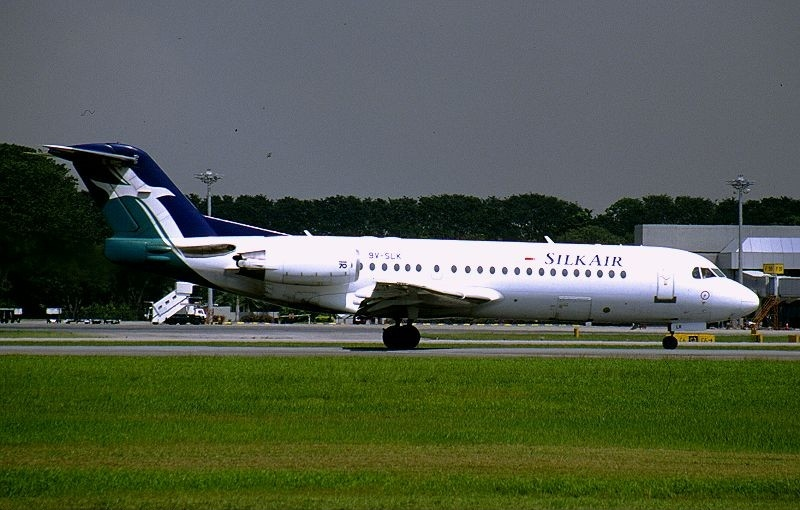
الإسراع في الطريق Rwy 02R للإقلاع.

بدأت هذه الخطوط الجوية في الأصل كشركة محلية تؤجر طائرات، تحت اسم شركة تريدويندز تشارترز التي تأسست في عام 1976، وكانت تسيّر رحلات إلى وجهات ترفيهية باستخدام طائرات مستأجرة من شركة الطيران الأم الخطوط الجوية السنغافورية. وكانت سيّرت رحلاتها تحت اسم خطوط تريدويندز الجوية في 21 شباط/ فبراير عام 1989، عندما استأجرت طائرات من طراز ماكدونيل دوغلاس إم دي -87 لتسيير رحلات إلى 6 وجهات: بندر سيري بيغاوان، باتايا، بوكيت، هات ياي وكوانتان من مطار سنغافورة شانجي الدولي، وجزيرة تيومان من مطار سنغافورة سيليتار. ومع تطور شركة الطيران، تمت إضافة وجهات تجارية إقليمية مثل جاكرتا، بنوم بنه، ويانغون إلى شبكتها، فوسّعت بالتالي الطلب على خطوط الطيران التي تعدت الأشخاص الذين يخططون للعطل لتشمل مسافرين من رجال الأعمال.

## الوجهات
تسيّر سيلك للطيران حالياً رحلات من سنغافورة إلى 49 وجهة تقريباً ضمن نطاق ست ساعات في أنحاء الإقليم.
اتفاقيات الرحلات المشتركة (كودشير)
لدى سيلك للطيران اتفاقيات تسيير رحلات مشتركة (كودشير) مع شركات الطيران التالية:
    
- خطوط طيران بانكوك[3]
- الخطوط الجوية الإندونيسية جارودا
- شركة الطيران الماليزية
- خطوط شينزين الجوية[4]
- الخطوط الجوية السنغافورية
- خطوط فيرجن أستراليا الجوية
- خطوط فيستارا الجوية

## الأسطول
بدأت سيلك للطيران عملياتها باثنتين من الطائرات المستأجرة من طراز ماكدونيل دوغلاس إم دي-87 في عام 1989، قبل أن تستثمر في أسطولها الخاص المؤلف من ستة طائرات من طراز بوينغ 737-300 ، بدأت أولها عملياتها في عام 1997. كما سيّرت طائرتين من طراز ايرباص ايه 310-200 لفترة وجيزة امتدت من عام 1993- لعام 1995 قبل أن يتم نقلها إلى شركة الطيران السنغافورية، زطائرتين من طراز فوكر 70 بين عامي 1995-2000. وبدأت سيلك للطيران استبدال أسطول بوينغ بطائرات من طراز إيرباص عندما تسلمت أول طائرة من طراز ايرباص ايه 320-200 بتاريخ 18 أيلول/ سبتمبر عام 1998، وأوقفت جميع طائرات بوينغ في العام التالي. بعد فترة وجيزة من تسلمها أول طائرات ايرباص ايه 320، تسلّمت سيلك للطيران طائراتها الأولى من نوع ايه 319-100 في 3 أيلول/ سبتمبر عام 1999. حيث يتم حالياً استخدام طائرات من طراز ايه 319 في رحلات معينة ضمن جنوب شرق آسيا، وبعض المدن في الهند، في حين يتم استخدام الطائرات من طراز ايه 320 الأكبر حجماً في معظم الرحلات الرئيسية للخطوط الجوية. في 20 كانون الأول/ ديسمبر عام 2006، وقّعت سيلك للطيران اتفاقاً يقضي بشراء 11 طائرة ايرباص ايه 320-200 مع تسع طائرات حسب الطلب. وسيتم تسليم هذه الطائرات بين عامي 2009-2012.
 
وتألف أسطول شركة طيران سيلك للطيران من الطائرات التالية (ابتداءاً من 31 آذار/ مارس عام 2015):
| Aircraft         | In Service | Orders | Options | Passengers | Passengers | Passengers | Notes                                                    |
| Aircraft         | In Service | Orders | Options | J          | Y          | Total      | Notes                                                    |
| ---------------- | ---------- | ------ | ------- | ---------- | ---------- | ---------- | -------------------------------------------------------- |
| Airbus A319-100  | 5          | —      | —       | 8          | 120        | 128        | Replacement Aircraft: بوينغ 737-800 and Boeing 737 MAX 8 |
| Airbus A320-200  | 13         | —      | —       | 12         | 138        | 150        | Replacement Aircraft: بوينغ 737-800 and Boeing 737 MAX 8 |
| بوينغ 737-800    | 9          | 14     | —       | 12         | 150        | 162        | Deliveries till 2021.                                    |
| Boeing 737 MAX 8 | —          | 31     | 14      | TBA        | TBA        | TBA        |                                                          |
| Total            | 27         | 45     | 14      |            |            |            |                                                          |

## وسائل الراحة على متن الطائرة

### الطعام
تقدم سيلك للطيران قوائم بالمأكولات الشرقية والغربية. كما تقدم وجبات خفيفة على متن رحلات معينة تستغرق زمناً أقل من ساعتين ونصف.

### الترفيه
تقدم سيلك للطيران أثناء الرحلة مجموعة مختارة من عناوين المجلات ومسلسلات قصيرة تُعرض على شاشات قياس 11 بوصة متوفرة على متن الطائرات. وتُقدّم مجلة سيلك ويندز أثناء الرحلة مجاناً لجميع المسافرين. كما أن المقاعد في طائرات بوينغ 737-800 مزودة بأجهزة صوت.

## روابط خارجية
- الموقع الرسمي
- SilkAir aircraft
- SilkAir Offices' Address and Contact No